# Constant Souci
Constant Souci est une série de bande dessinée parue pour la première fois en 1967, dans le journal de Tintin. Sur une idée de Vicq, Greg exécute le scénario et le dessin avec l'assistance de Dupa pour les décors.

## Synopsis
Constant Souci, reconnaissable à ses oreilles fortement décollées, n'a connu qu'une seule aventure, Le Mystère de l'homme aux trèfles, une histoire fantaisiste où le « méchant », Grosobez y Gazon, est un étrange homme d'affaires qui fait dans l'espionnage international en toute impunité, grâce à la chance infaillible que lui apporte le lait de sa vache Apogée, qu'il nourrit exclusivement de trèfles à quatre feuilles !

## Publication

### Périodiques
- le journal de Tintin :
  - Tintin Belgique : du no 3/67 du 17 janvier 1967 au no 24/67 du 13 juin 1967[1],[2]
  - Tintin France : du no 952 du 16 février 1967 au no 973 du 15 juin 1967 (Tintin France)[3],[4]

- Paris-Normandie

### Albums
- Constant Souci et le mystère de l'homme aux trèfles, 44 pages, noir et blanc, couverture brochée, Glénat collection BDécouvertes, 1974 (DL 04/1974)  (ISBN 2-7234-0006-9)[5]

- Constant Souci - Le Mystère de l'homme aux trèfles, 44 pages, noir et blanc, grand format 24 cm x 32 cm, Glénat collection Patrimoine BD, 2018 (DL 01/2018)  (ISBN 978-2-344-02693-9)[6]